# 後高句麗
后高    句 麗（：／；901年－918年），正式国号先后为高丽、摩震、泰封（《资治通鉴》中作“大封国”），是朝鲜半岛後三國之一。891年，新罗贵族弓裔起兵反新罗；894年，称将军；898年，建都松岳（今开城）；901年，称王，国号为“高丽”，史称“后高句丽”；904年，改国号为“摩震”；911年，改国号为“泰封”；918年，弓裔被部下王建推翻，泰封被高麗取代。

## 历史
新罗没落王族弓裔依赖梁吉农民起义军的力量发展成为统一新罗末年的地方军阀。898年，弓裔彻底背叛梁吉农民起义军后定都松岳郡，并很快控制新罗北部和中部地区。901年，弓裔自立为王，国号为“高丽”，史称“后高句丽”。904年，改国号为“摩震”（取“摩诃震旦”之意），并迁都于铁原。911年，改国号为“泰封”。:104
后高句丽设广评省和兵部等文武机构，广泛招揽各方人才，“来降者众多”，之中包括后来的高丽太祖王建。弓裔在王建的建议下设立了水军基地，控制了西南海上通道。此外，他还在大同江流域设置浿水十三镇，使泰封国的势力范围北至清川江流域，南至庆尚道。:104
弓裔“入新京，修葺观阙楼台，穷奢极侈”，并自称“弥勒佛”下凡，“令国人呼新罗为灭都，凡自新罗来者，尽诛杀之。”，引发不满。918年6月，王建与弓裔诸多部下联合发动宫廷政变，改国号高丽。弓裔在逃亡途中被民众所杀。:105

## 相关史料
《高丽史》太祖世家：“时新罗政衰群贼竞起，甄萱叛据南州称后百济，弓裔据高句丽之地都铁原国号泰封。”《高丽史》开篇即定后三国之说，后世史家多以新罗、后百济、泰封为后三国。
《三国史记》弓裔列传：“天祐元年甲子（904年），立国号为摩震，年号为武泰。”《三国史记》确定904年始立国号为摩震。 
《三国史记》弓裔列传：“朱梁乾化元年辛未（911年），改圣册为水德万岁元年，改国号为泰封。”《三国史记》确定911年改国号为泰封。
《高丽史》地理志：“孝恭王九年（905年）弓裔据铁圆自称后高丽王。”《高丽史》确定905年弓裔称后高丽王，但没有确定改国号。
《资治通鉴》贞明五年（919年）：“初，唐灭高丽。天祐初，高丽石窟寺眇僧躬乂（弓裔），聚众据开州称王，号大封国（泰封国）。”《资治通鉴》确定躬乂（弓裔）称王号大封国（泰封国）。